# Мацуура, Макс
Макс Мацуура (яп. 松浦 マックス, род. 1 октября 1964, наст. имя Масато Маццура) — японский музыкальный продюсер, президент одного из крупнейших музыкальных лейблов Японии Avex.
Именно он (кроме множества других знаменитых исполнителей) открыл миру Аюми Хамасаки, на которую по состоянию на 2004 год приходилось 10 % всех доходов компании Avex.
1 августа 2004 в результате борьбы за власть среди руководителей компании Avex (или Avex Group) Макс Мацуура ушёл поста управляющего директора компании и вообще из неё, но уже через два дня под давлением сотрудников и артистов компании и он, и его сторонник председатель агентства по поиску талантов AXEV Рёхэй Тиба свои заявления об отставке отозвали. 28 сентября он был назначен президентом Avex Group, а Рёхэй Тиба — вице-президентом. Предыдущий же председатель и СЕО «Авекса» Том Еда был «свергнут» и отправлен на пост почётного председателя. Также Йода ушёл с занимаемого им с марта 2003 года поста председателя/СЕО Японской ассоциации звукозаписывающих компаний. Источник журнала «Билборд» в японской музыкальной индустрии утверждал, что произошедшее было результатом игр (борьбы за власть) между Мацуурой и Ёдой. Ёда хотел, чтобы Avex расширил сферу своей деятельности, в частности занялся кинобизнесом, а Мацуура хотел сконцентрироваться на музыке и больше с Ёдой не желал работать. «Билборд» называл Мацууру и Ёду, соответственно, творческими и бизнес-мозгами компании Avex. Именно они сделали её из маленькой специализировавшейся в конце 1980-х на импорте фирмы одним из крупнейших лейблов звукозаписи Японии.
Когда в 2006 году Avex открыл компанию в Китае, председателем Avex China стал Мацуура, но было ещё неизвестно, кто будет руководить компанией на месте, в Пекине.